# Robert, Arhiduce de Austria-Este
Robert, Arhiduce de Austria-Este, Prinț Imperial de Austria, Prinț Regal al Ungariei, Boemiei și Croației (8 februarie 1915 – 7 februarie 1996), a  fost al doilea fiu al împăratului Carol I, ultimul împărat al Austro-Ungariei și a soției acestuia, Zita de Bourbon-Parma.

## Biografie
S-a născut la Palatul Schönbrunn din Viena. În momentul nașterii sale, tatăl său era moștenitor al tronului Austro-Ungar, în urma morții Prințului Rudolf al Austriei, fiul împăratului Franz Joseph al Austriei. Pe linie paternă, Robert era stră-strănepotul regilor Ferdinand al II-lea al Celor Două Sicilii, Ioan al Saxoniei și Ferdinand al II-lea al Portugaliei. Mama lui era fiica Ducelui Robert de Parma și a Infantei Maria Antónia a Portugaliei. Pe linie maternă era strănepotul regelui Miguel I al Portugaliei.
La 16 aprilie 1917, la vârsta de doi ani, Roberto a fost numit Arhiduce de Austria-Este de tatăl său, împăratul. În urma morții sale în 1996, a fost succedat ca șef al liniei de Austria-Este de fiul său cel mare, Arhiducele Lorenz de Austria-Este, Prinț al Belgiei.

## Familie
Arhiducele Robert s-a căsătorit cu Prințesa Margherita de Savoia-Aosta, fiica cea mare a Ducelui de Aosta, la 28 decembrie 1953, la Bourg-en-Bresse, Franța (civil) și la 29 decembrie 1953 (religios), la Brou, Franța.
Cuplul a avut cinci copii:
- Arhiducesa Maria Beatrice (n. 11 decembrie 1954); s-a căsătorit cu contele Riprand de Arco-Zinneberg, un strănepot al ultimului rege al Bavariei, Ludwig al III-lea. Ei au șase fiice:
  - contesa Anna Theresa von und zu Arco-Zinneberg (n. 1981)
  - contesa Margherita von und zu Arco-Zinneberg (1983)
  - contesa Olympia von und zu Arco-Zinneberg (1988)
  - contesa Maximiliana von und zu Arco-Zinneberg (1990)
  - contesa Marie Gabrielle von und zu Arco-Zinneberg (1992)
  - contesa Giorgiana von und zu Arco-Zinneberg (1997)
- Arhiducele Lorenz (n. 16 decembrie 1955); s-a căsătorit la 22 septembrie 1984 la Bruxeless cu Prințesa Astrid a Belgiei (n. 1962), singura fiică a fostului rege Albert al II-lea. Ei au trei fiice și doi fii: 
  - Prințul Amedeo of Belgium, Arhiduce de Austria-Este (n. 1986)
  - Prințesa Maria Laura a Belgiei, Arhiducesă de Austria-Este (n. 1988)
  - Prințul Joachim al Belgiei, Arhiduce de Austria-Este (n. 1991)
  - Prințesa Luisa Maria a Belgiei, Arhiducesă de Austria-Este (n. 1995)
  - Prințesa Laetitia Maria a Belgiei, Arhiducesă de Austria-Este (n. 2003)
- Arhiducele Gerhard (n. 30 octombrie 1957)
- Arhiducele Martin (n. 21 decembrie 1959); s-a căsătorit cu prințesa Katharina de Isenburg, sora Sofiei, Prințesă a Prusiei. Ei au trei fii și o fiică:
  - Arhiducele Bartholomaeus de Austria (n. 2006)
  - Arhiducele Emmanuel de Austria (n. 2008)
  - Arhiducesa Helene de Austria (n. 2009)
  - Arhiducele Luigi de Austria (n. 2011)
- Arhiducesa Isabella (n. 2 martie 1963); s-a căsătorit cu contele Andrea Czarnocki-Lucheschi. Ei au trei fii și o fiică: 
  - Alvise Czarnocki-Lucheschi (n. 1999)
  - Carlo Amedeo Czarnocki-Lucheschi (n. 2000)
  - Maria Anna Czarnocki-Lucheschi (n. 2002)
  - Alessandro Czarnocki-Lucheschi (n. 2004)

## Arbore genealogic
1. 1 2  Robert Karl Erzherzog von Österreich, The Peerage, accesat în 9 octombrie 2017
2. ↑  Allgemeine Deutsche Biographie
3. 1 2  Wiener Zeitung
4. 1 2 3 4 5  The Peerage